# August Wintterlin

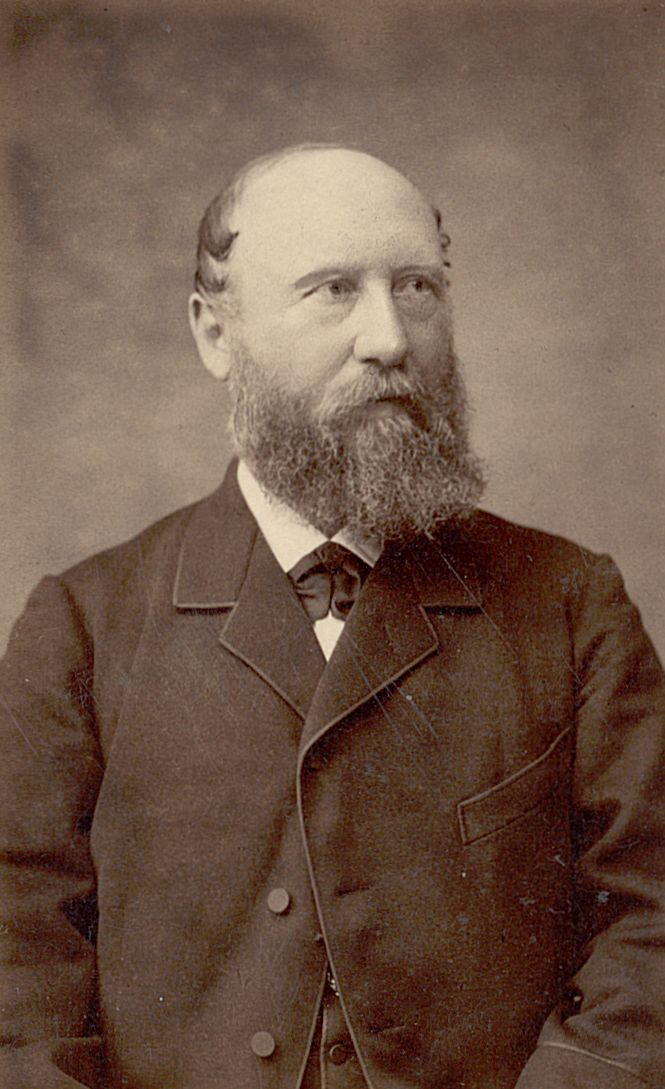
Georg August Wintterlin

Georg August Wintterlin, ab 1883 auch von Wintterlin (* 13. Juni 1832 in Stuttgart; † 3. Juli 1900 ebenda), war ein deutscher Bibliothekar, Kunstschriftsteller und Dichter.

## Herkunft
August Wintterlin war der Sohn des württembergischen Hofdomänenrats und Oberhofmeisters Gottlieb Friedrich Wintterlin (1801–1868). August Wintterlins Brüder waren der Stuttgarter Finanzdirektor Hermann von Wintterlin (1834–1903) und Karl Johannes Wintterlin (1844–1922).

## Leben
Nach dem Studium der Theologie und Philologie in Tübingen legte er 1854 das theologische Examen ab. Als Student wurde er Mitglied der Tübinger Königsgesellschaft Roigel. 1855 folgte die Promotion zum Dr. phil. und eine kurze Vikar-Zeit. Von 1856 bis 1860 war er Lehrer an der Kriegsschule Ludwigsburg, von 1860 bis 1865 Lehrer an verschiedenen höheren Schulen. 1865 wurde er dritter Bibliothekar an der Königlichen Öffentlichen Bibliothek in Stuttgart mit dem Titel Professor, 1873 zweiter Bibliothekar und (bis 1881) Inspektor des Münz- und Antiquitäten-Kabinetts, 1897 erster Bibliothekar und Direktor der Königlichen Öffentlichen Bibliothek in Stuttgart.
Als Mitarbeiter an der Allgemeinen Deutschen Biographie (ADB) übernahm Wintterlin die Bearbeitung der württembergischen Künstler, für die er 76 Beiträge lieferte. Für die Mehrzahl der 40 Lebensbilder in seinem Werk Württembergische Künstler in Lebensbildern griff Wintterlin auf seine Beiträge für die ADB zurück, wobei sie „eine gründliche Ueberarbeitung, meist auch starke Erweiterungen“ erfuhren.
1876 wurde ihm das Ritterkreuz 1. Klasse des Friedrichs-Ordens, 1883 das Ritterkreuz 2. Klasse des Kronen-Ordens verliehen, womit die Nobilitierung verbunden war. Wintterlin war seit 1891 Mitglied der Kommission für Landesgeschichte.

## Familie
August Wintterlin war mit Emilie Charlotte geb. Stälin (1838–1929) verheiratet, Tochter des württembergischen Landeshistorikers Christoph Friedrich von Stälin. Deren Sohn Friedrich Wintterlin war  Rechts- und Verfassungshistoriker und Archivdirektor der württembergischen Archive.

## Schriften

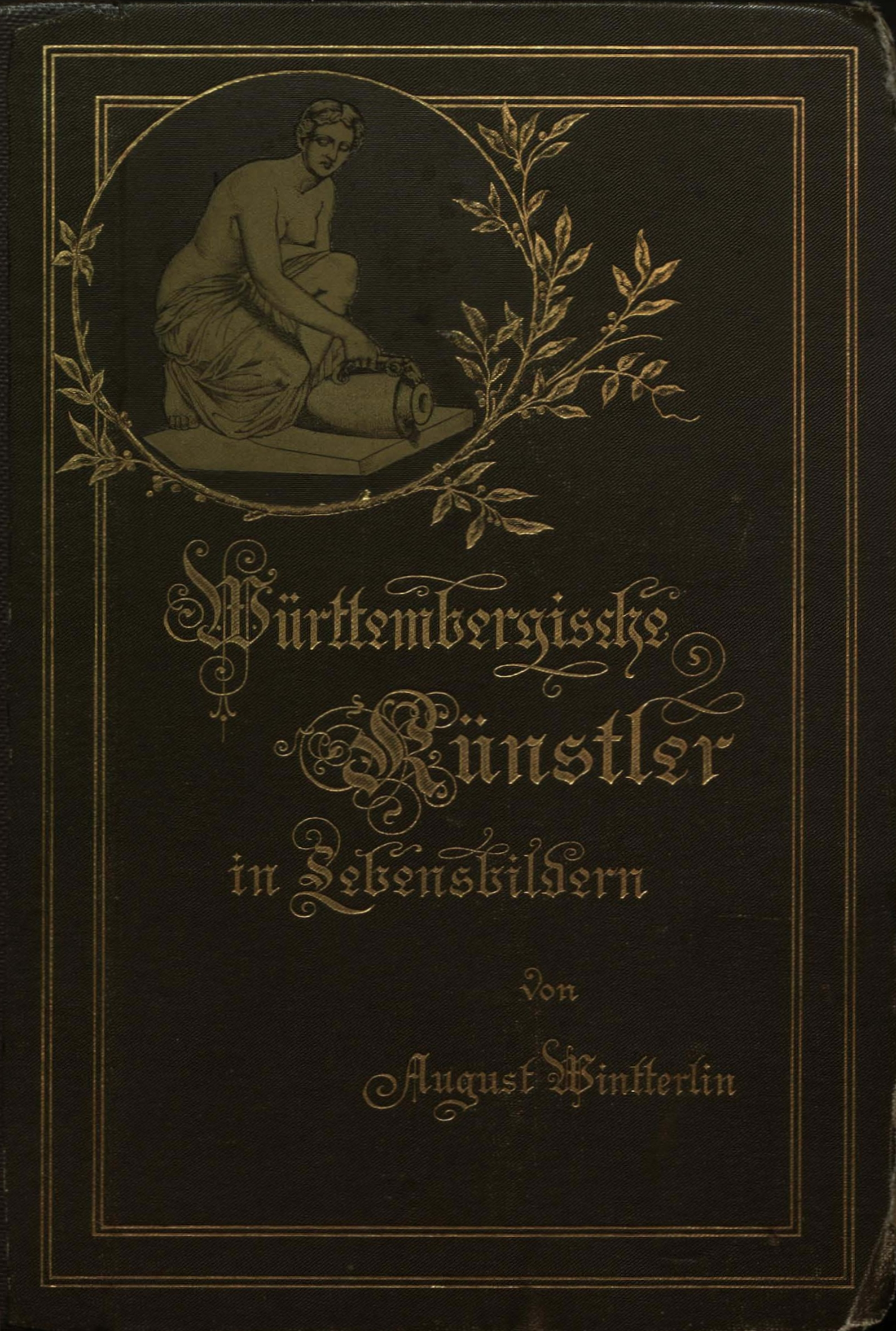

- Die Bürgermeisterin von Schorndorf. Lustspiel in fünf Aufzügen, Stuttgart: Grüninger 1867.
- Der Geisterbanner. Lustspiel in 2 Aufzügen, Stuttgart: Grüninger 1872.
- Die Uebersiedlung der K. öffentlichen Bibliothek zu Stuttgart im Sommer 1883. In: Zentralblatt für Bibliothekswesen, Jg. 2, 1885, S. 59–63 (online).
- Festrede zur Enthüllung des Dannecker-Denkmales, gehalten im Königsbau am 18. November 1888, Stuttgart: Verein zur Förderung der Kunst 1888.
- Der Jahressturz – ein Zopf! In: Zentralblatt für Bibliothekswesen, Jg. 7 (1890), S. 377–381 (online).
- Württembergische Künstler in Lebensbildern,  Deutsche Verlags-Anstalt, Stuttgart und andere, 1895 ULB Düsseldorf

Die Liste gibt eine Übersicht der 40 Künstler, die in Wintterlins Buch behandelt werden, und die entsprechenden Kapitelnummern (die römischen Zahlen sind durch arabische Zahlen ersetzt).
|  | - Karl Friedrich Beisbarth 34 - Johann Wilhelm Braun 28 - Ferdinand Alexander Bruckmann 33 - Johann Heinrich Dannecker 10 - Johann Friedrich Dieterich 23 - Karl Etzel 35 - Reinhard Ferdinand Heinrich Fischer 5 - Karl Gangloff 25 - Joseph Anton Gegenbaur 29 - Nikolaus Guibal 3 - Adolf Friedrich Harper 2 - Philipp Friedrich Hetsch 9 - Johannes Ludwig Hofer 31 - Christian Friedrich Leins 37 - Johann Friedrich Leybold 7 - Karl Jakob Theodor Leybold 22 - Johann Matthäus Mauch 26 - Gottlob Wilhelm Morff 15 - Johann Friedrich Wilhelm Müller 21 - Johann Gotthard Müller 6 | - Karl Friedrich Johann von Müller 36 - Karl Josef Bernhard Neher 32 - Gottlob Heinrich Rapp 12 - Ernst Rau 39 - Ernst Otto Reiniger 40 - Philipp Jakob Scheffauer 8 - Christian Gottlieb Schick 18 - Heinrich Schickardt 1 - Joseph Joachim von Schnizer 27 - Konrad Heinrich Schweickle 20 - Johann Baptist Seele 16 - Friedrich August Seyffer 17 - Kunigunde Sophie Ludovike Simanowiz 11 - Gottlob Friedrich Steinkopf 19 - Johann Friedrich Steinkopf 4 - Franz Seraph Stirnbrand 24 - Nikolaus Friedrich Thouret 14 - Georg Friedrich Eberhard Wächter 13 - Theodor Wagner 30 - Karl Ludwig Weisser 38 |